# Scott Brown (diskžokej)
Scott Alexander Brown (* 28. prosince 1972, Glasgow) je skotský diskžokej a hudební producent. Brown se věnuje různým žánrům, běžně nazývané rave. Ačkoli je nejvíce spojen se žánrem bouncy techno, jeho hudba se pohybuje od happy hardcore přes hard trance až po gabber. Je zakladatelem společnosti Evolution Records, která vznikla v roce 1994.
Byl zapojen do vývoje britské hardcore techno scény od začátku devadesátých let, a to zejména zavedením tvrdě-hraněných zvuků belgického a nizozemského techna. Brown vydával hudbu ve svých vlastních vydavatelstvích (Evolution Records, Evolution Plus, Evolved, Evolution Gold, Poosh, Screwdriver a Twisted Vinyl). Jeho práce se objevila na kompilaci Bonkers, která je k dnešnímu dni nejlépe prodávaná série hardcore kompilací.